# Coffee Business
Coffee Business ist ein deutschsprachiges, überregionales Fachmagazin für die Kaffeebranche, das achtmal im Jahr erscheint. Die Zielgruppe sind Coffeeshopbetreiber, Bäckereien und Röstereien in Deutschland, Österreich und der Schweiz. Das Magazin erscheint bei der Inger Verlagsgesellschaft mbH. Chefredakteur und Verleger ist Trond Patzphal. Coffee Business ist Mitglied in der IVW, pro Ausgabe werden 4000 Exemplare gedruckt.

## Sonderpublikationen und Testhefte
Zweimal im Jahr erscheint die Sonderpublikation Aroma – das Röstermagazin, die sich an Röstereien richtet. Es wird ebenfalls in der Inger Verlagsgesellschaft publiziert. Chefredakteur und Verleger ist Trond Patzphal. Die Zielgruppe sind Röstereibesitzer, Rohkaffeehändler sowie Maschinenhersteller. Aroma – Das Röstermagazin ist für jene gemacht, die mit der Kaffeeveredelung ihr Geld verdienen. Ziel ist es nicht, den Lesern zu zeigen, wie sie ihr Handwerk auszuüben haben, sondern zu informieren und anzuregen. Ebenso wie die Kultur des Kaffeetrinkens hat auch die Kultur des Kaffeeröstens viele Facetten: vom Anbau über den Handel bis hin zum Röstprozess oder der erfolgreichen Vermarktung der eigenen Produkte.
In den Jahren 2011 und 2012 publizierte Coffee Business einen Vollautomaten- und einen Siebträgertest. Hier wurden Gerätschaften verschiedener Hersteller getestet.

## Geschichte
Das Fachmagazin Coffee Business wurde im Herbst 2001, damals noch unter dem Titel Coffee-Shop, in dem Deutschen Bäcker-Verlag publiziert. Die guten Zeiten der Kaffeebranche, die Entstehung von Coffeeshop Ketten nicht nur in den USA, sondern auch hierzulande, war für die damalige Verlagsleitung, Trond Patzphal, Anlass genug, ein eigenes Branchenmagazin zu gründen. Coffee Business ist damit das älteste Fachmagazin für die Kaffeebranche. Vier Mal im Jahr versorgte Coffee-Shop Bäckereien, Coffeeshop-Betreiber und Röster mit aktuellen Informationen, Reportagen und Hintergrundberichten. Heute erscheint Coffee Business achtmal im Jahr in der Inger Verlagsgesellschaft. Seit 2002 ist Trond Patzphal Chefredakteur und Verleger von Coffee Business.

## Coffeeshop Award
Seit 2006 vergibt das Magazin den Coffeeshop Award, einen Unternehmer- und Innovationspreis der Kaffeebranche. Mit dem Coffeeshop Award würdigt die Jury Unternehmen, die wirtschaftlich auf gesunden Füßen stehen und ein innovatives Konzept in der Kaffeebranche betreiben. Unter den bisherigen Preisträgern handelt es sich um Konzepte, bei denen die Kaffeequalität nicht dem Zufall überlassen wird.
Das Magazin versteht die Verleihung des Coffeeshop Awards seit jeher nicht nur als Würdigung dessen, was die Preisträger bisher geleistet haben, sondern auch als Ermutigung, diesen erfolgreichen Weg weiterzugehen. Mit dem Coffeeshop Award werden herausragende unternehmerische Leistungen in der Branche prämiert. Die bisherigen Preisträger sind:
- 2018 – Kontor Kaffee, Herford
- 2017 – Elbgold, Hamburg
- 2016 – The Holy Cross Brewing Society, Frankfurt am Main
- 2014 – Dinzler, Irschenberg
- 2013 – Roestbar, Münster
- 2012 – chicco di caffè, München
- 2011 – Perfect Day, Wiesbaden
- 2010 – Campus Suite, Hamburg
- 2009 – Coffee Fellows, München und Henry’s Coffee World, Ulm
- 2006 – Barrossi, Würzburg